# پدرو پائز
پدرو پائز ایی جارامیلو، S.J.‏ (Pedro Páez y Jaramillo) (زادهٔ ۱۵۶۴ – درگذشتهٔ ۲۲ مه ۱۶۲۲)، مبلغ مذهبی یسوعی اهل اسپانیا در اتیوپی بود. بیشتر متخصصین اتیوپی، پائز را موثرترین مبلغ مذهبی کاتولیک در اتیوپی می‌دانند. باور براین است که او نخست اروپایی بوده که در ۲۱ آوریل ۱۶۱۸، از سرچشمه نیل آبی دیدار نموده و آنرا توصیف نموده‌است.
کتاب دو-جلدی پائز تحت عنوان تاریخ اتیوپی (História da Ethiópia) از جانب دانشمندان تاریخ اتیوپی به عنوان یکی از باارزش‌ترین و صحیح‌ترین کارها در مورد امپراتوری اتیوپی و تاریخ آن (آنگونه که توسط منابع محلی بیان شده‌اند)، الی زمان خود وی، دانسته می‌شود. به‌ویژه اینکه، علی‌رغم سنت دیرینه حفظ اسناد در کلیسای ارتدکس توحیدی اتیوپی و گردآوری منظم رویدادنامه‌های امپراتوری، بیشتر کارهای نویسندگان محلی طی سال‌ها جنگ متناوب مفقود شده‌اند یا اینکه دانشمندان معاصر از موجودیت آنها اطلاعی ندارند.

## زندگی
پائز در ۱۵۶۴ میلادی در دهکده اولمیدا دی لا سیبولا (حالا، اولمیدا دی لاس فیونتیس) در نزدیکی مادرید که تا اوت همان سال یکی از آبادی‌های شهر الکالا د انارس بود، زاده شد. او شانزده سال قبل از اتحاد پادشاهی‌های اسپانیا و پرتغال (۱۵۸۰ – ۱۶۴۰ میلادی) متولد شد؛ این اتحاد می‌توانست محدوده فعالیت تبلیغ مذهبی پائز را تعیین کند. هنگام جوانی، او در یک کالج یسوعی در بیلمونتی، کوئنکا آموزش دید. برای مدت‌های طولانی تصور بر این بود که او پس از کالج یسوعی وارد دانشگاه کویمبرا شده‌است، اما مطالعات تازه نشان داده‌است که او تحصیلات عالی خود را در دانشگاه آلکالا به اتمام رساند. تقریباً در همین زمان، او وارد انجمن عیسی شد و بعدتر به درجه کشیش رسید.
با حفظ پیمان مذهبی خود به عنوان یک یسوعی، پائز برای خدمت در هند شرقی خود را پیشکش کرد و در ۱۵۸۸ میلادی به گوا (در آن زمان بخشی از هند پرتغال بود) فرستاده شد و در آنجا او در کالج سنت پل که توسط یسوعی‌های آن شهر اداره می‌گردید، مشغول خدمت شد. سال بعدی، شاه فلیپه دوم اسپانیا مستقیماً به برخی یسوعی‌ها دستور داد تا به اتیوپی رفته و با اعضای پایگاه تبلیغ مذهبی یسوعی که هنوز زنده بودند، ارتباط برقرار نمایند و همچنین تلاش نمایند تا در صورت امکان میان کلیسای ارتدکس توحیدی اتیوپی و کلیسای کاتولیک اتحاد برقرار کنند. با فرماندهی انتونیو دی مونتسیرات، هر دو نفر سفر به‌سوی اتوپی را آغاز کردند. با این حال، پس از رسیدن به یمن، آنها از سوی یک افسر بومی اتیوپی که به وی وظیفه سپرده شده بود تا آنها را در این مأموریت همراهی نماید، فریب داده شدند. آنها که از یک رئیس قبیله به رئیس قبیله دیگر تسلیم داده شدند، برای نزدیک به هفت سال از ۱۵۹۰ تا ۱۵۹۶ میلادی اسیر بودند و در این مدت او از زمان خود استفاده نموده و زبان عربی را فرا گرفت. در جریان این مدت او مجبور شد از بیابان‌های حضرموت و ربع‌الخالی سفر نمود و قهوه را در مخا امتحان کرد، احتمالاً نخستین اروپایی که این‌گونه شرایط را تجربه کرده بود. این دو نفر در نهایت پس از پرداخت سربهای آنها توسط یسوعی‌های گوا آزاد و به این شهر بازگشتند و مدتی را در آنجا برای بازیابی از گنه‌آزمون خود سپری نمودند. مونتسیرات متأسفانه هرگز سلامت خود را بازنیافت و در ۱۶۰۰ میلادی درگذشت.
پس از بازیابی سلامت خود، پائز دوباره عازم مأموریت شد. او در نهایت در ۱۶۰۳ میلادی به مصوع رسیده و از آنجا به دباروا رفت، در آن شهر در ۱۱ ماه مه با نماینده پرتغال در اتیوپی، جان گبریل ملاقات نموده و چهار روز بعد به‌سوی فریمانو، پایگاه یسوعی‌ها در اتیوپی، حرکت کرد. پل هینز، برعکس خلف خود آندری دی اویدو، او را یک فرد «نجیب، دانا، دلسوز به احساسات دیگران» توصیف کرد. هنگامی که او به نزد امپراتور جوان (شاهنشاه (negusä nägäst)) زا دنجیل فراخوانده شد، دانش او از زبان‌های امهری و گعز و همچنین دانش او در مورد رسوم اتیوپیایی به حدی علیا حضرت را تحت تأثیر قرار داد که زا دنجیل تصمیم گرفت تا از کلیسای قبطی به کلیسای رومان تغییر مذهب دهد – هرچند، پائز او را هشدار داد تا تغییر مذهب خود را شتاب زده اعلام نکند. با این حال، زمانی که زا دنجیل تغییرات در مراسم سبت را اعلام کرد، پائز به فریمانو بازگشت و منتظر ماند تا جنگ داخلی که در نتیجه آن آغاز شده و در نهایت با مرگ امپراتور به پایان رسید، خاتمه یابد.
این هشداری که پائز داده بود، زمانی که سوسینیوس یکم در ۱۶۰۷ میلادی بر تخت نشست، به نفع پائیز تمام شد. سوسینیوس او را به دربار خود دعوت نموده و آنها باهم دوست شدند. سوسینیوس قطعه زمینی را در شبه‌جزیره گورگورا در شمال دریاچه تانا به پائز هدیه داد و پائز در آنجا یک مرکز جدید برای یاران یسوعی خود ساخته و کار خود را با یک کلیسای سنگی که در ۱۶ ژانویه ۱۶۲۱ وقف شده بود، آغاز کرد.
پائز مدت کوتاهی قبل از مرگ خود در ۱۶۲۲ میلادی، سوسینیوس را نیز در نهایت به مذهب کاتولیک گرویده ساخت. برخی کلیساهای کاتولیک که او طراحی نمود هنوز هم پابرجا بوده و مهم‌تر از همه کلیساهای طراحی شده در منطقه بهیر دار و گوندار، روی معماری اتیوپی برای بقیه قرن هفدهم میلادی تأثیر گذاشت. متأسفانه، مساعی پائز آنگونه که انتظار می‌رفت در دراز-مدت به موفقیت چندانی دست نیافت، چون سایر یسوعی‌های که پس از وی به این منطقه فرستاده شدند رویکردی سختگیرانه تبشیر را در پیش گرفتند و این کار در نهایت منتج به تبعید آنها در ۱۶۳۳ میلادی از این قلمرو شد.

## نوشته‌ها
کتاب پائز در مورد اتیوپی، تاریخ اتیوپی (História da Ethiópia) که در ۱۶۲۰ میلادی تکمیل نموده بود، هنگامی که او در قید حیات بود منتشر نگردید، با این حال مانوئل دی المیدا به‌طور گسترده‌ای از کتاب وی به عنوان مرجع استفاده نموده و کتاب خود Historia de Etiopía a Alta ou Abassia چندین دهه بعد نوشت. تقریباً سه قرن بعد، کتاب تاریخ پائز به عنوان جلد دوم و سوم اثر کامیلو بیکاری Rerum Aethiopicarum Scriptores occidentales Inedtii (روم، ۱۹۰۵–۱۷ میلادی) به چاپ رسید. کار وی طی یک نسخه جدید توسط سانسیئو، فیو و تیکزیرا تحت عنوان Pêro Pais: História da Etiópia در ۱۹۴۵ میلادی در پورتو به چاپ رسید. در اسپانیا، کار مکمل وی در نهایت با عنوان Historia de Etiopía در ۲۰۱۴ میلادی چاپ شد.
علاوه بر ترجمه کتاب اصول رومان کاتولیک به زبان گعز، باور براین است که پائز همچنین نویسنده رساله De Abyssinorum erroribus بود. کتاب تاریخ اتیوپی (História da Ethiópia) توسط کریستوفر جی. ترایب به زبان انگلیسی ترجمه شده و در ۲۰۱۱ میلادی توسط انجمن هکلوت به چاپ رسید.